# Topilcze
Topilcze (ukr. Топільче) – wieś na Ukrainie w rejonie wierchowińskim obwodu iwanofrankiwskiego.